# Jean-Luc Picard
Jean-Luc Picard è un personaggio immaginario del franchise di Star Trek. Interpretato dall'attore britannico Patrick Stewart, è protagonista delle serie televisive Star Trek: The Next Generation e Star Trek: Picard, appare inoltre nella seconda parte dell'episodio pilota di Star Trek: Deep Space Nine, nei quattro film legati a The Next Generation, Generazioni, Primo contatto, Star Trek - L'insurrezione e Star Trek - La nemesi, oltre che nel film fanfiction, distribuito direct-to-video, Borg War. Il personaggio compare inoltre in romanzi, videogiochi e fumetti del franchise. Nelle serie televisive e nei film di cui è protagonista, il personaggio viene inoltre occasionalmente interpretato più giovane, in varie età della sua vita, da altri attori.
Jean-Luc Picard è il capitano delle navi stellari USS Enterprise NCC-1701-D e USS Enterprise NCC-1701-E. In seguito viene nominato ammiraglio; nel 2385 si dimette in seguito alla decisione della Flotta Stellare di sospendere le operazioni di evacuazione del pianeta Romulus. Nel 2399 muore a causa della sindrome Irumodica e la sua coscienza viene trasferita in un corpo sintetico costruito dal dottor Altan Inigo Soong, figlio di Noonien.
In Data stellare 43997 (anno 2366), Jean-Luc Picard viene temporaneamente assimilato dai Borg, che gli assegnano il nome Locutus di Borg (in inglese Locutus of Borg), così da potersi interfacciare con la Federazione dei Pianeti Uniti e guidare i Borg durante l'assalto a questa nella Battaglia di Wolf 359. Alla fine della battaglia, l'equipaggio dell'Enterprise D, sconfigge i Borg, salva Picard e lo riporta alla sua condizione umana.
Jean-Luc Picard è considerato uno dei personaggi maggiormente iconici di Star Trek, della fantascienza e della televisione in generale, e molti siti e riviste lo posizionano tra i 3 migliori personaggi di Star Trek in assoluto, assieme a Kirk, Spock e Data, considerandolo un esempio cui ispirarsi, un personaggio gentile, equo e diplomatico e l'incarnazione dei principi e dei valori della Federazione. Picard è inoltre stato fatto oggetto di popolari meme di Internet.

## Caratteristiche del personaggio
Jean-Luc Picard è un uomo solitario e molto riservato: è amante della letteratura classica, dei drammi e occasionalmente dei programmi del ponte ologrammi. In particolare ama impersonare un personaggio chiamato Dixon Hill, un investigatore privato che appare un omaggio a Sam Spade, in storie hard boiled. Appassionato di esoarcheologia, dedica molti dei propri rari periodi di vacanza all'indagine archeologica di civiltà scomparse su altri mondi.
Quando risiede nel suo alloggio personale o nello studio sull'Enterprise D o E, Picard ama bere tè Earl Grey (che il replicatore prepara dopo il comando «Tè, Earl Grey, caldo»). Nel tempo libero si allena a suonare un particolare flauto che gli è stato donato da una sonda aliena con cui ha interagito (in un episodio tale sonda si inserisce nella mente di Picard, aggiungendo alla memoria del capitano anni e anni di ricordi registrati, in modo da fargli "rivivere" soggettivamente l'esistenza di un membro di una specie aliena oramai estinta da secoli).
Si è molto discusso di una presunta attrazione sentimentale tra il capitano Picard e l'ufficiale medico dell'Enterprise, la dottoressa Beverly Crusher, con cui è legato da un'amicizia di lunga data. Questi sentimenti tuttavia non sono mai stati dichiarati, almeno fino a quando un impianto alieno non ha collegato assieme le menti del capitano e dell'ufficiale medico. Tuttavia in seguito si scopre che i due hanno avuto una relazione che ha portato alla nascita di un figlio, Jack Crusher.

## Storia del personaggio

### Vita prima del comando dell'EnterpriseD
Jean-Luc Picard risulta nato a La Barre, nell'Alta Saona, in Francia, sul pianeta Terra, il 13 luglio 2305 da Maurice Picard e Yvette Gessard, produttori vinicoli nella tenuta Chateau Picard, proprietà di famiglia. Fin da bambino Jean-Luc sogna di poter compiere esplorazioni e vivere numerose avventure; sceglie quindi di iscriversi all'Accademia della Flotta Stellare, invece di lavorare al vigneto di famiglia, condotto dal più anziano fratello Robert. Entrambi i genitori muoiono entro il 2366 (il fratello Robert e il nipote René in seguito periscono in un tragico incendio nel 2371). Si diploma all'Accademia della Federazione nel 2327.
Dopo il diploma, Picard viene assegnato alla base stellare Earhart. Durante la permanenza sulla base stellare prende parte a un diverbio scoppiato nel settore ricreativo e viene ferito al cuore da un nausicaano; dal momento che la ferita è molto grave, è necessario installare un cuore artificiale. Questo episodio segna profondamente il giovane Picard, che da quel momento mette da parte la sua arroganza, che gli era quasi costata la vita, divenendo meno impulsivo e più equilibrato.
Picard presta inizialmente servizio come guardiamarina sulla USS Reliant (NCC-1864).
Picard svolge la mansione di primo ufficiale sulla USS Stargazer NCC-2893, e nell'anno 2333, dopo la morte del capitano durante una battaglia, ne assume il posto. Per 22 anni Picard comanda la Stargazer in missioni di esplorazione.
Nel 2355, durante il comando della Stargazer, Picard combatte e vince la battaglia di Maxia nel sistema di Maxia Zeta. Durante questa battaglia si trova a fronteggiare un'astronave sconosciuta (successivamente si scopre essere un'astronave Ferengi di classe D'Kora) e per sconfiggere l'avversario inventa una manovra tattica poi chiamata "Manovra Picard", che consente di distruggere il vascello. Dopo la battaglia, la Stargazer è abbandonata per via dei danni irreparabili prodotti dalla battaglia. Per la perdita dell'astronave Picard subisce nel 2356 la corte marziale, ma viene assolto e reintegrato in servizio.
I nove anni intercorsi tra la Stargazer e l'Enterprise non sono documentati. Dato il suo grado, si ritiene probabile che Picard possa aver comandato un altro vascello, oppure che abbia accettato dei compiti su una stazione spaziale della Federazione. L'unico accenno alle sue attività di questo periodo viene fatto durante un episodio, in cui egli dice che aveva risposto ad una chiamata di emergenza con la sua astronave.

### Comando dell'EnterpriseD

#### The Next Generation

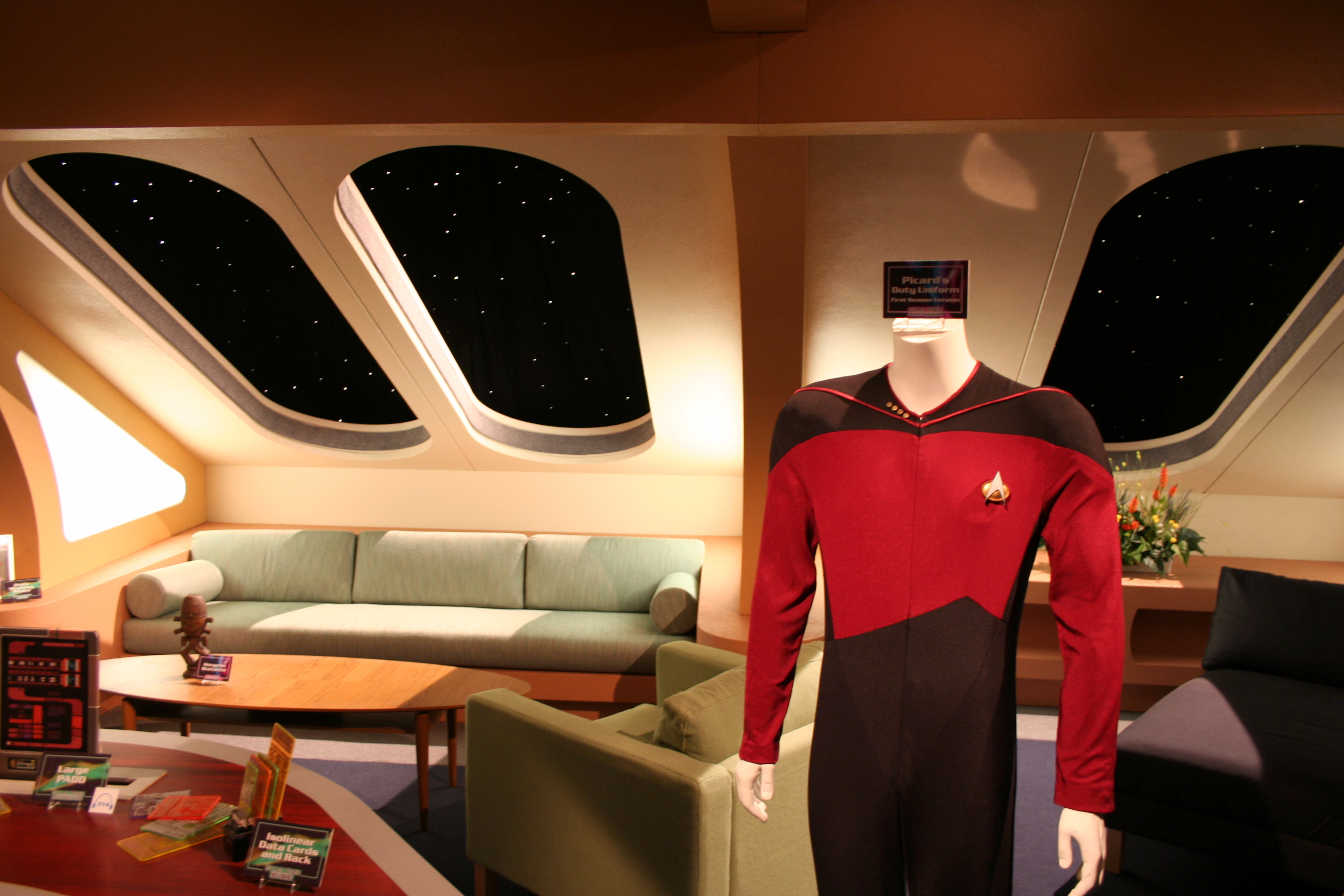
L'uniforme di Picard e una ricostruzione del set

La serie The Next Generation inizia nella data stellare 41124 quando Picard assume il comando della nuova astronave di classe Galaxy, l'Enterprise NCC-1701-D, nuova nave ammiraglia della Flotta Stellare. La prima missione si svolge in data stellare 41153.7 e durante questa missione Picard deve convincere l'entità semidivina Q che la specie umana è cambiata e non è più il miscuglio di razze guerrafondaie del passato. Nel 47988 (approssimativamente il 2370) Q costringe Picard ad affrontare un test, che Picard riesce a superare salvando in tal modo l'umanità.
In riferimento alla battaglia di Maxia, il daimon ferengi Bok ha trovato il guscio abbandonato della Stargazer e lo ha riportato a Picard accusandolo di aver ucciso suo figlio quando aveva attaccato il vascello nemico. Usando il controllo della mente su Picard, è riuscito a far riemergere dalla sua memoria la battaglia di Maxia e questi ricordi portano quasi alla distruzione dell'Enterprise, scongiurata però dall'equipaggio. Successivamente Bok trova Jason Vigo, a cui altera il DNA in modo da farlo sembrare figlio di Picard. Il suo piano è di farlo incontrare a Picard in modo che Jason una volta conquistata la sua fiducia riesca a ucciderlo e in tal modo pagare per la morte del figlio di Bok. Il piano fallisce dato che si scopre che Jason non è figlio di Picard.
Il capitano Picard viene catturato e assimilato dai Borg nella data stellare 43989.1 (il 2366). I Borg gli assegnano il nome di Locutus. Viene salvato da una missione organizzata dal suo primo ufficiale, il comandante William Riker. Durante la sua presenza tra i Borg il capitano li guida contro la Federazione nella battaglia di Wolf 359. Durante questa battaglia il cubo Borg distrugge 39 astronavi Federali uccidendo undicimila persone. Dopo la battaglia il cubo si avvicina alla Terra e Picard viene salvato. Il suo equipaggio, utilizzando il suo collegamento con la collettività Borg, riesce a distruggere il cubo e a scongiurare temporaneamente la minaccia. Dopo il conflitto, Picard risiede per un breve periodo presso la sua famiglia a Labarre in Francia per ristabilirsi, mentre l'astronave viene riparata presso la base spaziale McKinley.
Durante una missione segreta contro i Cardassiani nel 2369, Picard viene catturato e torturato per fargli rivelare segreti militari della Federazione. In tale periodo il comando dell'Enterprise viene affidato al capitano Edward Jellico. Il capitano Picard viene salvato e gli viene riaffidato il comando dell'Enterprise.
Picard rischia di morire durante un attacco ad una conferenza diplomatica. Il suo cuore artificiale rimane seriamente danneggiato dall'attacco e per alcuni minuti Picard lotta tra la vita e la morte. Durante questi minuti egli racconta di essere stato visitato da Q, il quale gli offre la possibilità di correggere il suo errore di gioventù, salvando il suo cuore naturale e quindi evitando di rischiare la morte durante l'attacco alla conferenza. Picard esplora la possibilità e vede che il suo errore di gioventù ha modellato tutta la sua vita: se non avesse voluto affrontare dei rischi non sarebbe mai cresciuto come persona e come ufficiale. Resosi conto di questo, Picard rifiuta l'offerta di Q e rischia la morte con il suo cuore artificiale. Per sua fortuna le cure mediche arrivano in tempo e riescono a salvarlo.

#### Generazioni
Nella data stellare 48650.1 (nel 2371) l'Enterprise si trova coinvolta in un piano elaborato dal folle dottor Tolian Soran. Egli vuole ritornare in un'anomalia spaziale chiamata Nexus, una sorta di dimensione paradisiaca in cui ogni sogno diventa realtà, e per far questo non si ferma di fronte a nulla, tant'è che il suo piano prevede anche la distruzione del sistema di Veridian.
Il Capitano Picard si teletrasporta su Veridian III nel tentativo di fermare Soran prima che distrugga il sole del sistema di Veridian con una sonda, mentre l'equipaggio dell'Enterprise si trova coinvolto in una battaglia con lo sparviero Klingon comandato dalle sorelle Duras. L'Enterprise riesce a distruggere la nave, ma i danni causati dalla battaglia producono la rottura del nucleo a curvatura dell'astronave. Il comandante Riker ordina la separazione dell'unità a disco nel tentativo di salvare l'equipaggio, ma l'onda d'urto prodotta dall'esplosione del nucleo a curvatura spinge la sezione a disco su Veridian III. Soran riesce a lanciare la sonda verso il sole del sistema Veridiano provocando la distruzione della stella, che altera il cammino del Nexus facendolo passare su Veridian III, prelevando così Soran e Picard. Intanto l'onda d'urto dovuta alla distruzione del sole distrugge il sistema Veridiano compresi i 300 milioni di abitanti di Veridian II e l'equipaggio dell'Enterprise su Veridian III.
Il Nexus conduce Picard in un universo alternativo dove tutto è perfetto e felice: Picard ha una numerosa famiglia, nella qualche anche il suo amato suo nipotino Renè (figlio del fratello di Picard), morto in un incendio, è vivo. Picard comprende che quell'universo alternativo non è reale e lo rifiuta; riesce quindi a contattare il capitano James Tiberius Kirk, anche lui nel Nexus, e lo convince a tornare su Veridian III per fermare Soran. I due capitani tornano su Veridian prima del lancio della sonda e riescono a fermare Soran, ma Kirk muore nella lotta e Picard lo seppellisce su Veridian III.
Tutti i sopravvissuti dell'equipaggio dell'Enterprise D vengono salvati e a Picard viene assegnata l'astronave di classe Sovereign Enterprise E.

### Comando dell'EnterpriseE

#### Primo contatto
Nella data stellare 49827.5 Picard viene scelto per il comando della nuova USS Enterprise (NCC-1701-E). Approssimativamente un anno dopo (data stellare 50893.5) i Borg lanciano una nuova offensiva volta all'assimilazione della Terra. Temendo un'eventuale instabilità del capitano davanti all'astronave Borg, il comando ordina all'Enterprise di non intervenire nella guerra contro i Borg. Il capitano e l'equipaggio disobbediscono e partecipano alla battaglia contro il cubo Borg, distruggendolo. Poco prima della distruzione del cubo, da questo fuoriesce una sfera Borg che genera un vortice temporale in cui entra anche l'Enterprise, che si era messa a inseguire la sfera. I Borg mirano a tornare indietro nel tempo per impedire a Zefram Cochrane di effettuare il suo primo test di un motore a curvatura, cosa che permetterà agli umani di entrare in contatto con altre entità aliene, i Vulcaniani. I Borg mirano a impedire il primo contatto tra terrestri e la specie aliena dei Vulcaniani e, di conseguenza, a impedire la nascita della Federazione.
Grazie agli sforzi dell'equipaggio dell'Enterprise i Borg vengono eliminati, il primo contatto avviene regolarmente come da linea temporale, e la Terra non viene assimilata.

#### L'insurrezione
Nel 2375 il Capitano Picard e l'Enterprise vengono chiamati per trasmettere gli schemi circuitali del comandante Data, in missione presso una zona dello spazio nominata "la macchia dei rovi" e in particolare presso un pianeta abitato da una colonia di 600 indigeni chiamati Ba'ku. Lo scenario prevedeva una postazione camuffata mista di personale Federale e dell'impero Son'a per studiare il comportamento degli indigeni. Scopo della richiesta, rendere inoffensivo Data che, in spregio a qualsiasi ordine, teneva sotto minaccia di armi il personale della missione sul pianeta.
Il comandante Data, disattivato dall'intervento non richiesto dalla task-force mista federale e Son'a, della USS Enterprise E in una missione di recupero mista tra il capitano Jean-Luc Picard, e del tenente comandante Worf, si è rivelato colpito da una scarica di phaser, evento che ha attivato le sub routine etiche disattivando ogni altro possibile input.
Durante il recupero di Data, infatti, il capitano Picard e l'equipaggio scoprono un piano della Federazione e dei Son'a volto al trasbordo forzato dei Ba'ku dal loro pianeta natale verso un nuovo pianeta. La Federazione e i Son'a sono molto interessati al pianeta dei Ba'ku, dato che quest'ultimo è circondato da anelli di materiale dotato di proprietà mutagenetiche. Questi anelli creano un campo che ringiovanisce gli abitanti e anche l'equipaggio dell'Enterprise. Durante la missione Picard sviluppa una relazione sentimentale con un'indigena e riesce a bloccare il piano di deportazione dei Son'a e della Federazione. L'emissario della Federazione, ammiraglio Dougherty, non riesce a comprendere che si è trovato nel mezzo di una faida generazionale, stante il fatto che le due razze, Son'a e Ba'ku hanno identico patrimonio genetico, a dispetto del loro aspetto esteriore dissimile.

#### La nemesi
In data stellare 56844.9 (il 2379) al capitano Picard e all'Enterprise viene ordinato dall'ammiraglio Kathryn Janeway di andare nello zona neutrale romulana a investigare sulle recenti aperture del Senato Romulano. Dopo esservi arrivati scoprono che Shinzon, un Remano, ha preso il controllo del Senato Romulano ed è diventato il nuovo pretore.
Successivamente Picard scopre che il malvagio pretore Shinzon è un suo clone che i Romulani volevano utilizzare per sostituirlo e recuperare informazioni per l'Impero. Ma in seguito i piani erano cambiati e Shinzon era stato relegato nelle miniere di Remus. In queste miniere, Shinzon conosce dei Remani che lo aiuteranno dopo anni di lotte a diventare Pretore. Shinzon propone a Picard la pace tra la Federazione e l'Impero Romulano, ma in realtà Shinzon desidera rapire Picard, dato che la tecnica di replicazione genetica utilizzata dai Romulani per crearlo era imperfetta, e ora Shinzon necessita di una trasfusione completa da parte di Picard per sopravvivere. Jean-Luc riesce a evitare la trappola di Shinzon, che con la sua astronave si dirige verso la Terra, con l'intento di distruggerla grazie a un'arma biogenetica. Picard affronta con l'Enterprise E l'astronave di Shinzon e, nonostante la netta superiorità del vascello remano, riesce a vincere la battaglia speronando l'avversario e a scongiurare la minaccia biogenetica. Durante il combattimento il tenente comandante Data si sacrifica per salvare Picard e l'Enterprise E, e viene distrutto. Al suo posto si vede B-4 (o Before), un altro androide precedente a Data e uguale a lui usato da Shinzon per ottenere informazioni su Picard, nel quale Data aveva precedentemente riversato la sua intera memoria. Le capacità intellettive di costui appaiono molto inferiori a quelle di Data; tuttavia il finale lascia spazio alla possibilità di un ipotetico ritorno di Data nel corpo di B-4, speranza che Picard sembra nutrire, sorridendo nell'ultima scena.

### Picard
Nel 2385, l'ammiraglio Picard supervisiona l'evacuazione del pianeta Romulus, che viene sospesa quando l'armata incaricata di evacuare il pianeta viene distrutta da un attacco di sintetici. A seguito della decisione della Flotta Stellare di sospendere le operazioni di evacuazione, Picard si dimette dalla Flotta e torna a vivere nella vigna di famiglia presso La Barre in Francia. Parlerà delle sue dimissioni per la prima volta in un'intervista nel 2399. Viene quindi coinvolto, al comando della nave La Sirena, in un conflitto tra forme di vita biologiche e artificiali durante il quale perde la vita. La sua coscienza viene caricata in un corpo artificiale costruito da Altan Inigo Soong, figlio di Noonien che già aveva costruito quello di Data, concepito per durare quanto il corpo biologico dell’ammiraglio sarebbe durato.
In una data imprecisata, probabilmente durante gli anni ottanta del XXIV secolo, Picard e la dottoressa Beverly Crusher hanno avuto una relazione, che ha portato al concepimento di un figlio, Jack Crusher, di cui Picard rimane all'oscuro fino al 2401 quando, chiamato in soccorso da Beverly, ne viene a scoprire l'esistenza. Jack ha ereditato dal padre alcuni "geni Borg" che lo trasformeranno nel drone Borg Vox, così come accaduto a Picard quando è stato assimilato dalla comunità divenendo Locutus di Borg.

### Altri media

#### Nel fumettoStar Trek: Countdown
Nel fumetto Star Trek: Countdown, prequel pubblicato negli USA come apripista del film Star Trek del 2009, Picard appare con la qualifica di ambasciatore, cui viene affidato un importante ruolo proprio in relazione agli eventi che saranno sviluppati nel film. Al contempo il comando della USS Enterprise E è passato a un redivivo capitano Data.

#### Nel videogiocoStar Trek: Bridge Commander
Jean-Luc Picard compare nel videogioco Star Trek: Bridge Commander, come ospite accompagnatore nella fase iniziale dei viaggi della Dauntless.
Il suo ruolo è quello di presentare e spiegare al nuovo comandante il funzionamento dei sistemi di guida, tattico, rilevamento e motori.

## Sviluppo
La caratterizzazione del personaggio venne decisa da Gene Roddenberry e il nome è ispirato da quello del dottor Jean-Felix Piccard, uno scienziato svizzero esperto di palloni aerostatici. Non si hanno informazioni sulla provenienza del nome ma occasionalmente il personaggio allude a «illustri predecessori».

## Interpreti
Jean-Luc Picard è interpretato dall'attore britannico Patrick Stewart, che lo ha portato sullo schermo nei 176 episodi della serie televisiva The Next Generation (1986-1994); nel doppio episodio pilota L'emissario della serie televisiva Deep Space Nine (1993) e nelle tre stagioni della serie televisiva Picard (2020-2023); oltre che nei film Generazioni (1994), Primo contatto (1996), L'insurrezione (1998), La nemesi (2002) e nel cortometraggio del 1998 Star Trek: The Experience - The Klingon Encounter. Stewart presta inoltre la voce al personaggio di Picard anche in alcuni episodi delle serie animate I Griffin (Family Guy, 2005 e 2011) e Robot Chicken (2014-2015); nei videogiochi: Star Trek: The Next Generation - A Final Unity (1995), Generations (1997), Star Trek: Hidden Evil (1999), Star Trek: Armada (2000), Star Trek: Invasion (2000), Star Trek: Armada II (2001), Star Trek: Bridge Commander (2002), Star Trek: Starfleet Command III (2002), Star Trek: Elite Force II (2003), Star Trek: Legacy (2006) e Family Guy: The Quest for Stuff (2014); oltre che nel film di animazione fanfiction diretto da Geoffrey James e distribuito direct-to-video nel 2006, Borg War.
Il personaggio è stato inoltre interpretato da: David Tristan Birkin, che lo rappresenta adolescente nell'episodio della sesta stagione di The Next Generation Giovani eroi (Rascals); Marcus Nash, che lo rappresenta da giovane cadetto nell'episodio della sesta stagione di The Next Generation Una seconda opportunità (Tapestry); Tom Hardy, che lo rappresenta giovane in una fotografia nel film La nemesi. Nella serie televisiva Picard, il personaggio viene inoltre interpretato da bambino in alcuni flashback dall'attore Dylan Von Halle.
In italiano Jean-Luc Picard è stato doppiato più spesso da Alessandro Rossi, che gli ha prestato la voce in The Next Generation, Generazioni, Primo contatto, L'insurrezione, La nemesi e Picard. Nei primi episodi di The Next Generation pubblicati in VHS era stato doppiato da Pino Locchi, mentre Maurizio Trombini gli dà la voce in alcuni episodi pubblicati sotto forma di lungometraggi e nell'episodio pilota di Star Trek: Deep Space Nine, anch'esso pubblicato in VHS prima della messa in onda della serie, con il titolo Oltre l'ultima frontiera, mentre nell'edizione televisiva dell'episodio l'incarico fu affidato a Giorgio Gusso. Infine, il Picard bambino di Star Trek: Picard viene doppiato da Francesco Raffeli.

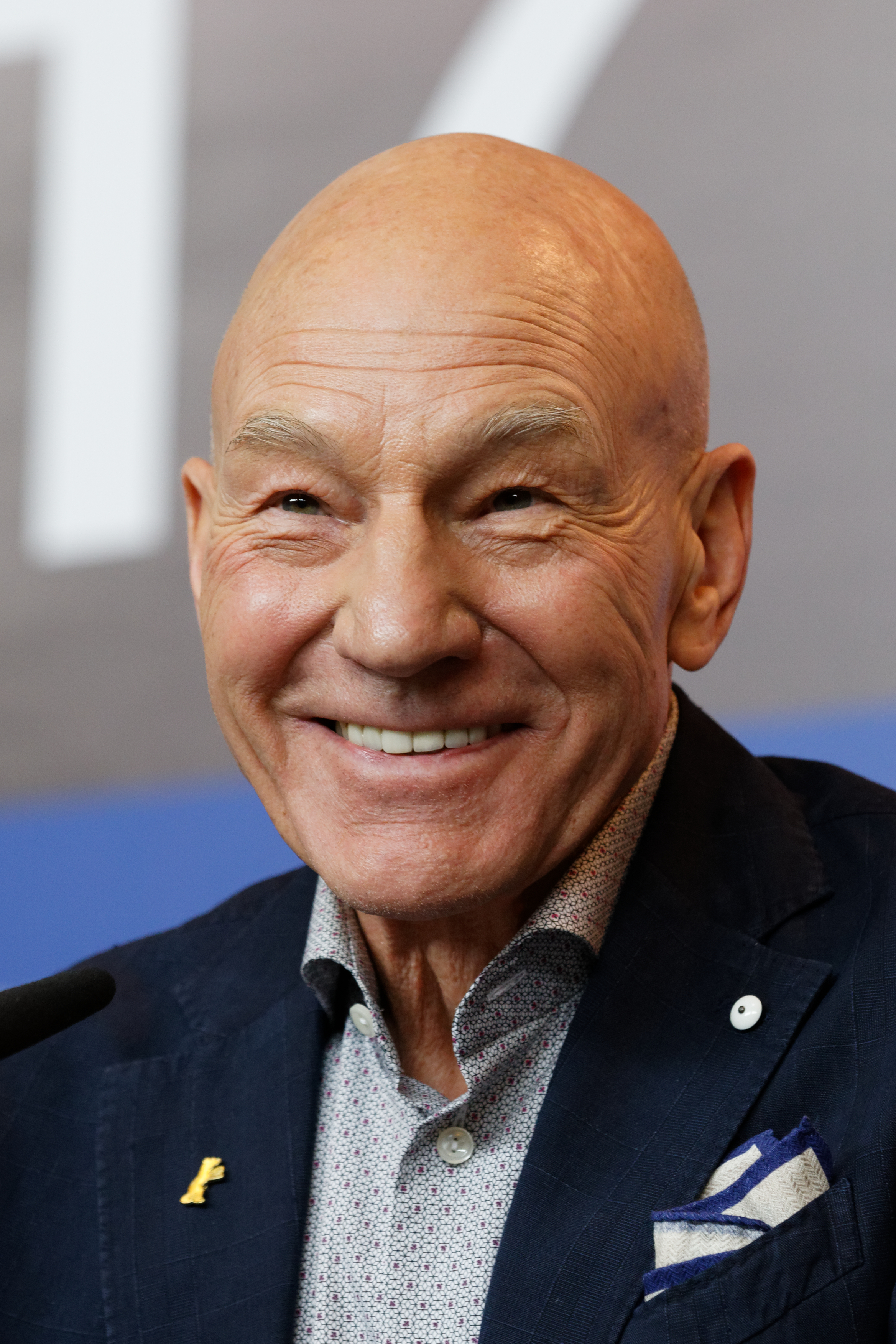
Patrick Stewart, interprete di Jean-Luc Picard
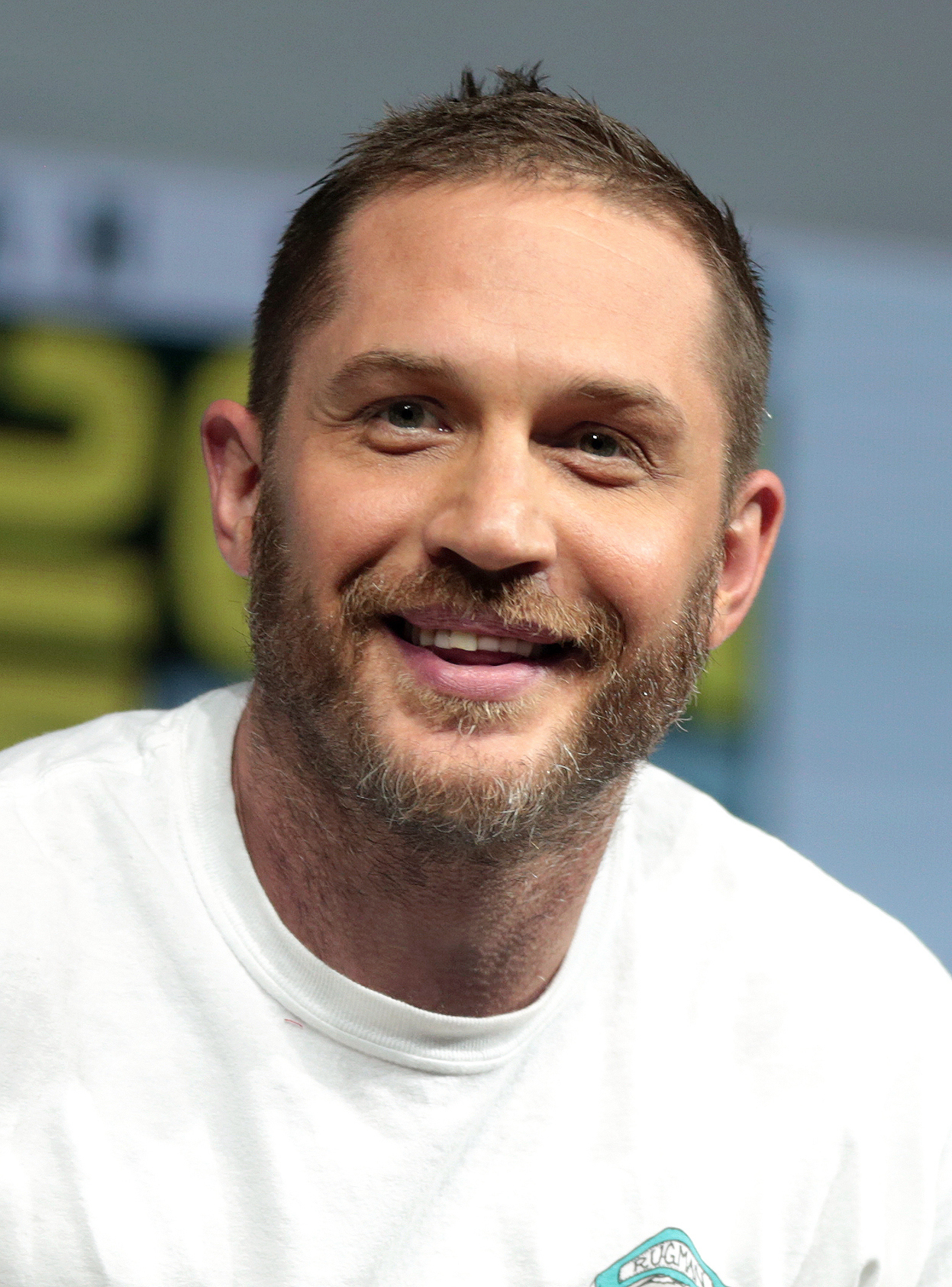
Tom Hardy, interprete di Shinzon e Picard in Star Trek - La nemesi
Alessandro Rossi, doppiatore di Picard in Star Trek: The Next Generation, Picard e nei quattro film in cui è tra i protagonisti[21]
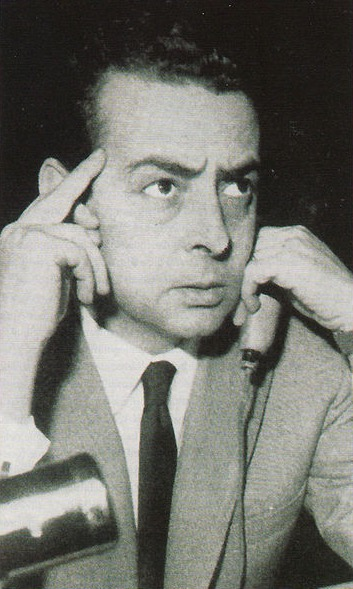
Pino Locchi, doppiatore di Picard in The Next Generation
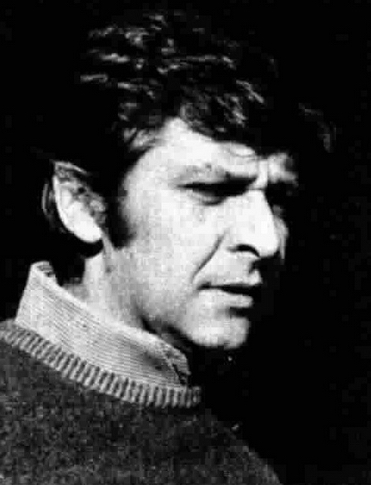
Giorgio Gusso, doppiatore di Picard in Star Trek: Deep Space Nine

## Accoglienza

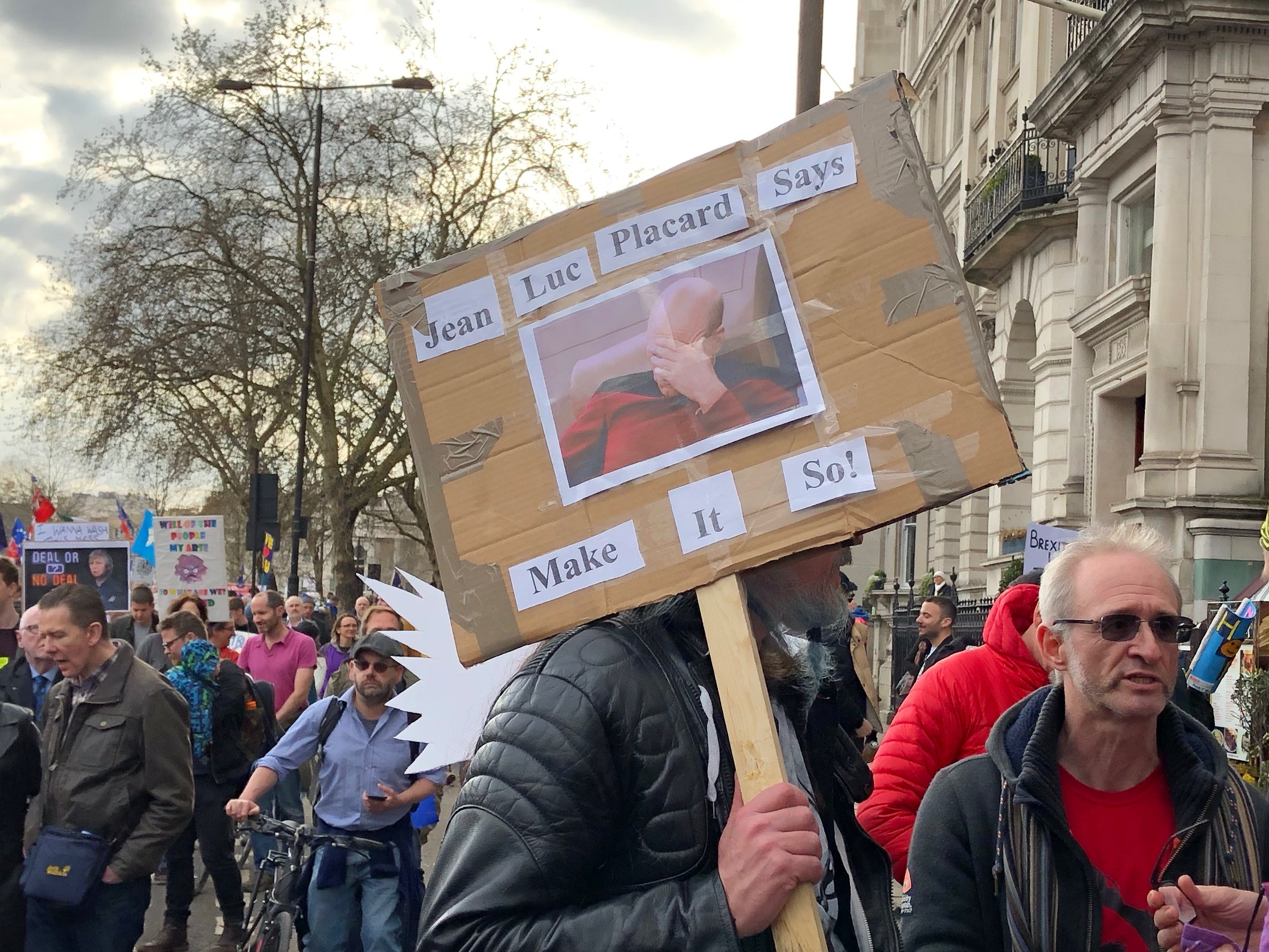
Facepalm di Jean-Luc Picard a una manifestazione

The Wrap posiziona Jean-Luc Picard al primo posto tra i migliori 39 personaggi di Star Trek, considerandolo anche il "Miglior Capitano", grazie al suo carattere diplomatico, incarnazione dell'ideale del dominio dell'intelletto sulla brutalità, su cui Star Trek ha costruito la sua eredità. Paste Magazine lo posiziona al secondo posto, dopo Data, considerandolo il miglior capitano, anche al di sopra di James T. Kirk, grazie alla diplomazia e al buon carattere di cui è dotato.
ScreenRannt posiziona Picard al terzo posto in una classifica dei 20 migliori personaggi di Star Trek, dopo Spock e Kirk, con la motivazione che è un esempio a cui guardare, una calda figura paterna, un diplomatico dotato di classe e gentilezza. Dello stesso parere è anche Gaming Section, che lo posiziona anch'essa al terzo in una lista dei 20 migliori personaggi di Star Trek, dopo Spock e Kirk. Sulla stessa linea anche Ranker, che lo posiziona al terzo posto in una lista dei 50 migliori personaggi di Star Trek, dopo Data e Spock.
Alcune immagini di Jean-Luc Picard sono divenuti dei popolari Meme di Internet. In particolare, un'immagine tratta dall'episodio Dèjà Q di The Next Generation, che lo ritrae mentre esegue un facepalm, è divenuta un diffuso fenomeno di Internet.

## Merchandising (parziale)
- Nel 1988 la Galoob ha commercializzato alcune action figure da 3½" raffiguranti i personaggi principali di The Next Generation nella divisa tipo A, compreso Picard.[25]
- Nel 1993 la Playmates, ha realizzato due action figure da 4½" (circa 10cm), per la sua linea Star Trek: The Next Generation, che riproducono il personaggio di Jean-Luc Picard: una, che lo raffigura con l'uniforme di TNG, l'altra che lo raffigura nelle vesti di Locutus di Borg.[26]
- La Funko ha dedicato un'action figure caricaturale al Capitano Picard, nella sua linea Pop!, con numero di catalogo 188.
- Nel 2018 la Kubros ha realizzato una figura del Capitano Picard composta di mattoncini a incastro stile LEGO, per il suo marchio Mega Construx, nella linea Star Trek: The Next Generation.[27]
- La popolare casa di giocattoli Mego, celebre negli anni settanta per la sua linea di action figure da 8" (circa 20cm), chiusa nel 1983 e risorta nel 2018, ha dedicato due action figure della sua linea Star Trek a Picard: la prima, uscita nel 2019, che lo raffigura con la classica divisa tipo B di The Next Generation, utilizzata a partire dalla terza stagione della serie;[28] la seconda, uscita nel 2020, che lo raffigura come Locutus di Borg, tratto dal doppio episodio L'attacco dei Borg.[29]

## Filmografia

### Cinema
- Generazioni (Star Trek: Generations), regia di David Carson (1994)
- Primo contatto (Star Trek: First Contact), regia di Jonathan Frakes (1996)
- Star Trek - L'insurrezione (Star Trek: Insurrection), regia di Jonathan Frakes (1998)
- Star Trek: The Experience - The Klingon Encounter, regia di Mario Kamberg e David de Vos - cortometraggio (1998)
- Star Trek - La nemesi (Star Trek: Nemesis), regia di Stuart Baird (2002)
- Borg War, regia di Geoffrey James - fanfiction direct-to-video (2006)

### Televisione
- Star Trek: The Next Generation - serie TV, 176 episodi (1986-1994)
- Star Trek: Deep Space Nine - serie TV, episodi 1x01-1x02 (1993)
- I Griffin (Family Guy) - serie animata, episodi 4x11-9x18 (2005, 2011)
- Robot Chicken - serie animata, episodi 7x12-8x04 (2014-2015)
- Star Trek: Picard - serie TV, 30 episodi (2020-2023)

## Giochi

### Videogiochi
- Star Trek: The Next Generation - A Final Unity (1995)
- Generations (1997)
- Star Trek: Hidden Evil (1999)
- Star Trek: Armada (2000)
- Star Trek: Invasion (2000)
- Star Trek: Armada II (2001)
- Star Trek: Bridge Commander (2002)
- Star Trek: Starfleet Command III (2002)
- Star Trek: Elite Force II (2003)
- Star Trek: Legacy (2006)
- Family Guy: The Quest for Stuff (2014)
- Star Trek Fleet Command (2018)

## Pubblicazioni (parziale)

### Romanzi
- (EN) Peter David, A Rock and a Hard Place, collana Star Trek: The Next Generations, Pocket Books, 1990, ISBN 0671693646.
- (EN) Peter David, Q-in-Law: The Next Generations, collana Star Trek, Pocket Books, 1991, ISBN 0671733893.
- (EN) Peter David, Vendetta, collana Star Trek: The Next Generations, Pocket Books, 1991, ISBN 0671741454.
- (EN) David Gerrold, Encounter at Farpoint, collana Star Trek: The Next Generations, Pocket Books, 1991, ISBN 0671743880.
- (EN) Diane Carey, Ghost Ship, collana Star Trek: The Next Generations, Pocket Books, 1991, ISBN 0671746081.
- (EN) Diane Duane, Dark Mirror, collana Star Trek: The Next Generations, Pocket Books, 1993, ISBN 0671793772.
- (EN) Judith Reeves-Stevens e Garfield Reeves-Stevens, Federation, collana Star Trek, Pocket Books, 1994, ISBN 0671894226.
- (EN) J.M. Dillard, Rick Berman e Ronald D. Moore, Star Trek Generations, collana Star Trek, Pocket Books, 1995, ISBN 0671537539.
- (EN) Peter David, Q-Squared, collana Star Trek: The Next Generations, Pocket Books, 1995, ISBN 0671891510.
- (EN) William Shatner, Judith Reeves-Stevens e Garfield Reeves-Stevens, The Return, collana Star Trek: Odyssey, Pocket Books, 1997, ISBN 067152609X.

### Fumetti
- (EN) Mike Johnson, Roberto Orci e Alex Kurtzman, Star Trek: Countdown, IDW Publishing, gennaio-aprile 2009.